# Berothidae
Berothidae es una familia de Pterygota (insectos alados) en el orden Neuroptera. Por su aspecto se asemejan a moscas de alas grandes con venosidades que parecen encaje adornado con cuentas. La familia fue denominada por Anton Handlirsch en 1906.
Berothidae está muy relacionada con otros neurópteros a veces incluidos en Berothidae como la subfamilia "Rhachiberothinae". En ocasiones se las considera diferentes de la familia Rhachiberothidae o incluidas como una subfamilia de Mantispidae. La familia consiste de 22 géneros y 100 especies vivas distribuidas de manera discontinua por el globo, la mayoría en regiones tropicales y subtropicales.  Se han descripto once géneros extintos con un total de trece especies que han sido descriptas a partir de registros fósiles.
Las larvas se alimentan de termitas y se las encuentra en sus nidos.

## Taxonomía
Por sus peculiaridades el género Lomamyia es difícil de asignar a una subfamilia en particular. Además, existe una diversidad fósil considerable de Berothidae del Jurásico tardío en adelante, que agrupa numerosos géneros que es probable sean basales o incertae sedis:
- Oloberotha  Ren & Guo, 1996 (Jurásico tardío; China)
- Banoberotha
- Jersiberotha
- Nascimberotha
- Microberotha
- Proberotha